# 斯蒂芬·杰克逊
斯蒂芬·杰西·杰克逊（英語：Stephen Jesse Jackson，1978年4月5日—），美国职业篮球运动员，场上位置锋卫摇摆人。
杰克逊出生于得克萨斯州亚瑟港，1997年NBA选秀中被菲尼克斯太阳队在第二轮第43位选中，但未能与球队正式签约。其后，杰克逊先后在澳大利亚、委内瑞拉和多米尼加共和国的篮球联赛中效力。
2000年，杰克逊被新泽西网队签下，终于得到了效力NBA的机会，在新秀赛季，杰克逊逐渐成为篮网队的先发球员之一。赛季结束后，杰克逊被圣安东尼奥马刺队签下。2003年，杰克逊帮助球队夺得了当年的NBA总冠军。
2003年赛季结束后，杰克逊作为自由球员与亚特兰大鹰队签约，成为其主力得分手。次年，他被先签后换到印第安纳步行者队，交换阿尔·哈林顿。2004年11月19日，由于参与著名的奥本山宫殿斗殴事件，杰克逊被联盟处以30场禁赛。
2007年1月，杰克逊在一次8人大交易中被交换去金州勇士队。在当年的NBA季后赛中，杰克逊率领勇士队大爆冷门，淘汰了NBA常规赛胜率第一的达拉斯小牛队。
赛季结束后，圣安东尼奥马刺队沒有續留杰克逊，12月10日被洛杉磯快艇签下。